# Чалдаш
Чалда́ш — гірська вершина у північно-східній частині Великого Кавказу. Знаходиться на півночі Азербайджану.